# Итикава, Миё
Миё Итика́ва (яп. 市川 美余, англ. Miyo Ichikawa; 28 июня 1989, Каруидзава, префектура Нагано, Япония) — бывшая японская кёрлингистка.
Играла на позиции третьего.

## Достижения
- Тихоокеанско-азиатский чемпионат по кёрлингу: серебро (2012).
- Чемпионат Японии по кёрлингу среди женщин: золото (?, 2011, 2012, 2014), бронза (2010)[1].
- Чемпионат Японии по кёрлингу среди юниоров: золото (2005).

## Команды
| Сезон   | Четвёртый        | Третий      | Второй         | Первый         | Запасной                                            | Турниры                      |
| ------- | ---------------- | ----------- | -------------- | -------------- | --------------------------------------------------- | ---------------------------- |
| 2009—10 | Сацуки Фудзисава | Миюки Сато  | Миё Итикава    | Эми Симидзу    |                                                     |                              |
| 2010—11 | Сацуки Фудзисава | Миё Итикава | Эми Симидзу    | Миюки Сато     |                                                     |                              |
| 2011—12 | Сацуки Фудзисава | Миё Итикава | Эми Симидзу    | Миюки Сато     | Тиаки Мацумура тренеры: Хатоми Нагаока Hiroaki Wada | ТАЧ 2011 (4 место)           |
| 2012—13 | Сацуки Фудзисава | Миё Итикава | Эми Симидзу    | Тиаки Мацумура | Миюки Сато тренер: Хатоми Нагаока                   | ТАЧ 2012 · ЧМ 2013 (7 место) |
| 2013—14 | Сацуки Фудзисава | Миё Итикава | Тиаки Мацумура | Эми Симидзу    | Миюки Сато                                          | ЧЯЖ 2014                     |

(скипы выделены полужирным шрифтом)

## Частная жизнь
Начала заниматься кёрлингом в 1996, в возрасте 7 лет. Закончила спортивную карьеру в 2014.